# Ion Mureșan
Ion Mureșan (n.  9 ianuarie 1955, Vultureni, județul Cluj) este un poet și publicist român contemporan.

## Biografie
A absolvit Facultatea de Istorie-Filosofie a Universității „Babeș-Bolyai” din Cluj (1981). A făcut parte din gruparea revistei „Echinox”. După absolvire devine membru al cenaclului „Saeculum” din Beclean. Între anii 1981 și 1988 a fost profesor de istorie în comuna Strâmbu. Din 1988 devine redactor la revista „Tribuna” din Cluj. În prezent este publicist comentator la un ziar clujean și redactor-șef al revistei „Verso” din Cluj. A debutat cu poezie în revista „Cutezătorii” (1968). În 2005 a fost invitat în Franța în cadrul programului „Les Belles Étrangères”.

## Volume publicate

### Poeme
- Cartea de iarnă, București, Ed. Cartea Românească,  1981
- Poemul care nu poate fi înțeles, Târgu Mureș, Ed. Arhipelag, 1993
- Le mouvement sans coeur de l'image, traducere în franceză de Dumitru Țepeneag, Belin, 2001
- Paharul / Glass / Au fond de verre, cu desene de Ion Marchiș, traduceri de Virgil Stanciu și Dumitru Țepeneag, Baia Mare, Fundația Culturală „Archeus” & Scriptorium, 2007
- Zugang verboten / Acces interzis, Büroarcrasch, Viena, 2008, tradusă în limba germană de Ernest Wichter
- cartea Alcool, Bistrița, Ed. Charmides, 2010[1][2][3][4]

### Eseuri
- Cartea pierdută - o poetică a urmei, Bistrița, Ed. Aletheia, 1998

### Antologii
- Antologia poeților tineri (antologie de George Alboiu), București, Ed. Cartea Românească, 1982
- Antologia poeziei române de la origini până azi (antologie de Dumitru Chioaru și Ioan Radu Văcărescu), Pitești, Ed. Paralela 45, 1998
- Poezia romana actuala, vol. I (antologie de Marin Mincu), Constanta, Ed. Pontica, 1998
- Antologia poeziei generației '80 (antologie de Alexandru Mușina), Brașov, Ed. Aula, 2002
- Voor de prijs van mijn mond [5] – antologie de poezie română a ultimei jumătăți de secol, Ed. Poezie Centrum, Belgia, 2013, introducere și traducere de Jan H. Mysjkin

Este prezent în:
- Streiflicht – Eine Auswahl zeitgenössischer rumänischer Lyrik (81 rumänische Autoren), - "Lumina piezișă", antologie bilingvă cuprinzând 81 de autori români în traducerea lui Christian W. Schenk, Dionysos Verlag 1994, ISBN 3980387119

## Afilieri
- Membru al Uniunii Scriitorilor din România
- Membru fondator al Asciației Scriitorilor Profesioniști din România (ASPRO)

## Premii
- Premiul pentru debut al Uniunii Scriitorilor din România (1981)
- Premiul pentru poezie al Uniunii Scriitorilor din România (1993)

## Alte activități
În august 2010 a susținut un recital de poezie la festivalul FânFest, Roșia Montană în cadrul campaniei „Salvați Roșia Montană”.